# Enrico Hohenberger
Enrico Hohenberger (Trieste, 1843 – 1897) è stato un pittore e fotografo austriaco, noto principalmente per i dipinti di nature morte e marine.

## Biografia
Nato nell'allora Impero austriaco, si accostò all'arte sotto la guida del concittadino Francesco Malacrea condividendone i soggetti legati alle nature morte con frutta e fiori di gusto fiammingo per passare in un secondo tempo a dipingere il mare. Come il suo mentore, fu attivo nel triestino e in generale nel Friuli, dove ha lasciato numerose opere, nature morte con frutta e fiori e marine con barche, molte delle quali sono esposte al pubblico in Italia, a Trieste, nel Museo Revoltella, ma soprattutto in collezioni private triestine e austriache. Negli ultimi anni partecipa alle attività del Circolo Artistico di Trieste, inoltre si avvicina alla fotografia aprendo uno studio fotografico in città.
Hohenberger muore nel 1897.